# Enrile
Enrile é um município de  terceira classe de renda municipal (d) na província Cagayan, nas Filipinas. De acordo com o censo de 1 de maio  de  2020 possui uma população de 36 705 pessoas e 8 235 domicílios.